# スィールの娘ブランウェン
『スィールの娘ブランウェン』(現代ウェールズ語: Branwen ferch Llŷr, 中期ウェールズ語: Branwen uerch Lyr) は、中世ウェールズ語文学のなかの伝説的物語のひとつで、マビノギ四枝の第二話である。この話はスィールの子どもたち、すなわちブリテンの上王ベンディゲイドヴラン (Bendigeidfran, 「祝福されたブラン Brân the Blessed」) およびその弟マナウィダン (Manawydan) と妹ブランウェン (Branwen) に関わっており、ブランウェンとアイルランドの王マソルーフ (Matholwch) との結婚を扱っている。マソルーフがブリテンの姫ブランウェンの待遇を誤ったことで、二つの島のあいだに壊滅的な戦争が起こり、主要な登場人物の大半の死を招き、またベリの息子カスワソン (Caswallon fab Beli) がブリテンの王位に上ることとなる。ほかの枝と並んで、この物語もヘルゲストの赤い本 (Red Book of Hergest) およびレゼルフの白い本 (White Book of Rhydderch) に見いだされる。この直後に第三の枝『スィールの息子マナウィダン』(Manawydan fab Llŷr) が続く。
一説によるとこの物語は部分的に、紀元前3世紀のガリア人のバルカン半島侵攻に由来し、ブランはガリア人の族長ブレンヌス (Brennus) に同定されるという。ニコライ・トルストイ (Nikolai Tolstoy) は、現行の形の伝説は11世紀のブライアン・ボル (Brian Boru) とモール・セックネール (Máel Sechnaill) との戦いによる影響を受けている可能性があると示唆している。一方ウィル・パーカー (Will Parker) は、この枝は初期のアーサー王関連物語である『アンヌウヴンの略奪』および『キルフーフとオルウェン』とともに、アイルランドの物語『マグ・ムクラマの戦い』(Cath Maige Mucrama) と『ブランの航海』(Immram Brain) とに遠く関連していると提唱している。

## あらすじ
アイルランド王マソルーフ (Matholwch) は、強き者の島 (Island of the Mighty) の上王である祝福されたブラン (Bran the Blessed) と話すため、そして彼の妹ブランウェン (Branwen) との結婚を申し込み、これによって両島のあいだに同盟を締結するため、ハーレフ (Harlech) まで船でやってきた。ベンディゲイドヴラン (Bendigeidfran) はマソルーフの要請に同意したが、スィールの子らの異父弟であるエヴニシエン (Efnisien) が、この結婚に関して自分の許可を求められなかったことに怒り、マソルーフの馬たちを残酷に傷つけたことで祝い事は中断された。マソルーフは深刻に機嫌を損ね、そのためブランは彼に、死者を生き返らせることのできる魔法の大釜という形で償いを与えた。この贈り物に喜び、マソルーフとブランウェンはアイルランドを治めるために船で戻っていった。
そのうちにマソルーフの王国でブランウェンは息子グウェルン (Gwern) を生むが、エヴニシエンの侮辱はアイルランド人たちのあいだで絶えず癪に障るものでありつづけたため、とうとうブランウェンは虐待され、厨房に追いやられて毎日ぶたれていた。彼女はムクドリを飼いならし、兄ベンディゲイドヴランへの伝言をもたせてアイリッシュ海を渡らせた。すると彼女を救うため、兄は弟マナウィダン (Manawydan) と、さらにブリテンの154のカントレヴ (cantref) から召集した戦士たちの大軍勢とを連れて、ウェールズからアイルランドへ船でやってきた。アイルランド人は和平を求め、ベンディゲイドヴランをもてなすために十分な大きさの家を建てることを申し出たが、その内部には百の袋が吊り下げられており、小麦粉が入っていると偽って実際には武装した兵士たちを中に入れていた。エヴニシエンは策略を疑って偵察に入り、袋の中にいた兵士たちの頭を砕いて殺した。その後、宴でエヴニシエンはふたたび侮辱されたと感じ、グウェルンを火に投げ入れたので乱闘が勃発した。アイルランド人が大釜を用いて死者たちを生き返らせるのを見て、エヴニシエンは死体の中に隠れて大釜を破壊したが、この過程で彼は犠牲となった。
この紛争で生き残ったのは、マナウィダン、タリエシン (Taliesin)、プイスの息子でダヴェドの王であるプレデリを含む7人だけであり、ブランウェンは失意から自殺してしまう。生き残った者たちは、致命傷を負っていたブランに頼まれて彼の首を切り落とし、それをブリテンへ持ち帰った。7年のあいだ、7人の生き残りはハーレフに滞在し、まだしゃべりつづけていたベンディゲイドヴランの頭によってもてなされた。彼らはその後グワレス (Gwales, しばしばダヴェドの沖合のグラスホルム島 Grassholm に同定される) へ移り、そこで時の流れを感じることなく80年を過ごした。最終的に、グウィンの息子ヘイリン (Heilyn fab Gwyn) がコーンウォールに面した広間の扉を開けると、かつて彼らに降りかかったできごとの悲しみが戻ってきた。彼らは教えられたとおりに、いまや沈黙したブランの頭をグウィンヴリン (Gwynfryn) すなわち「白い丘」(現在ロンドン塔が建っている場所と考えられている) へともっていき、フランスのほうを向くようにしてそこに埋めた。侵略を防いでもらうためである。
物語の終わりのまえに、アイルランド人を非難するためのちょっとした回り道がされている。アイルランドにおける戦いで、わずかに5人の妊娠した女性たちだけが生き残り、彼女らは5人の息子を生んだ。この息子たちは島で出会えた唯一の女性たち、すなわち母たちとともに、ふたたび島の人口を増やした。これによって島の暮らしは復興され、5つの地区が近親相姦によって作られた。今日のアイルランドは4つの地方に分かれているが、5人の母と5人の息子の話はこの島の成り立ちを説明するとともにアイルランド人をからかう手立てとなっている。物語はこの脱線ののちに、ブランウェンの物語の要点を語りなおすことで締めくくられている。
ブランウェン (Branwen) という名前は「白い祝福されたカラス white, blessed raven」を意味している。